# 神永学
神永 学（かみなが まなぶ、1974年8月3日 -）は、日本の小説家。山梨県出身。
自費出版した『赤い隻眼』が話題を呼び、2004年10月『心霊探偵八雲 赤い瞳は知っている』（『赤い隻眼』の改題）でプロデビュー。日本推理作家協会会員。代表作である『心霊探偵八雲』シリーズは、累計700万部を超え、舞台化、アニメ化などされている。また、全著作累計は1,000万部を突破。

## 経歴
- 山梨県南巨摩郡増穂町（現富士川町）出身。
- 山梨県立白根高等学校を卒業後、映画監督を目指し日本映画学校（現日本映画大学）に入学。野木亜紀子は同期である。
- 映画学校卒業後、制作進行として働き始めるが、家庭の事情で断念。一般企業の人事総務担当として勤務を始める。この頃から、小説の執筆を始める。
- 仕事の合間に書いた小説を、様々な賞に応募するが受賞に至らなかった。
- 記念のつもりで『赤い隻眼』を自費出版するが、これが編集者の目に留まり、2004年10月、同作を大幅改稿した『心霊探偵八雲 赤い瞳は知っている』でプロデビュー。同年、執筆活動に専念するため、会社を退職。

## 執筆作品

### ー「心霊探偵八雲」シリーズー
- 「心霊探偵八雲 赤い瞳は知っている」（2004年10月 文芸社 / 2008年3月 角川文庫）
- 「心霊探偵八雲2 魂をつなぐもの」（2005年3月 文芸社 / 2008年6月 角川文庫）
- 「心霊探偵八雲3 闇の先にある光」（2005年7月 文芸社 / 2008年9月 角川文庫）
- 「心霊探偵八雲4 守るべき想い」（2005年11月 文芸社 / 2009年2月 角川文庫）
- 「心霊探偵八雲5 つながる想い」（2006年3月 文芸社 / 2009年6月 角川文庫）
- 「心霊探偵八雲 SECRET FILES 絆」（2007年6月 文芸社 / 2009年10月 角川文庫）
- 「心霊探偵八雲6 失意の果てに」（2006年12月 文芸社 / 2010年9月 角川文庫）
- 「心霊探偵八雲7 魂の行方」（2008年2月 文芸社 / 2011年10月 角川文庫）
- 「心霊探偵八雲8 失われた魂」（2009年8月 文芸社 / 2012年8月 角川文庫）
- 「心霊探偵八雲9 救いの魂」（2012年3月 角川書店 / 2014年12月 角川文庫）
- 「心霊探偵八雲10 魂の道標」（2017年3月 KADOKAWA / 2019年3月 角川文庫）
- 「心霊探偵八雲11 魂の代償」（2019年3月 KADOKAWA / 2021年10月角川文庫）
- 「心霊探偵八雲12 魂の深淵」（2020年6月 KADOKAWA / 2022年5月角川文庫）

### 「心霊探偵八雲　完全版」
*本書は２００４年１０月に文芸社より刊行され、２００８年３月に角川文庫にて文庫化された『心霊探偵八雲１　赤い瞳は知っている』を全面的に改稿、完全版としたもの。
- 「心霊探偵八雲1 完全版 赤い瞳は知っている 」（2024年6月 講談社文庫）
- 「心霊探偵八雲2 完全版 魂をつなぐもの 」（2024年8月 講談社文庫）
- 「心霊探偵八雲3 完全版 闇の先にある光 」（2024年12月 講談社文庫）
- 「心霊探偵八雲4 完全版 守るべき想い 」（2025年6月 講談社文庫）

### 「新 心霊探偵八雲」
- 「新 心霊探偵八雲 赤眼の呪縛」（2024年6月 講談社）
- 「新 心霊探偵八雲 青藍の呪物」（2025年5月講談社）

### 「心霊探偵八雲 ANOTHER FILES」シリーズ
- 「心霊探偵八雲 ANOTHER FILES いつわりの樹」（2013年7月 角川文庫）
- 「心霊探偵八雲 ANOTHER FILES 祈りの柩」（2014年6月 角川文庫）
- 「心霊探偵八雲 ANOTHER FILES 裁きの塔」（2015年9月 角川文庫）
- 「心霊探偵八雲 ANOTHER FILES 亡霊の願い」（2017年2月 角川文庫）
- 「心霊探偵八雲 ANOTHER FILES 嘆きの人形」（2018年7月 角川文庫）
- 「心霊探偵八雲 ANOTHER FILES 沈黙の予言」（2020年3月 角川文庫）

### 「心霊探偵八雲 INITIAL FILE」シリーズ
- 「心霊探偵八雲 INITIAL FILE 魂の素数」（2021年12月 講談社/2023年11月講談社文庫）
- 「心霊探偵八雲 INITIAL FILE 魂の素数 特装版」（2021年12月 講談社）
- 「心霊探偵八雲 INITIAL FILE 幽霊の定理」（2022年11月/2024年3月講談社文庫）

### 「心霊探偵八雲」単作品
- 「青の呪い 心霊探偵八雲」（2021年12月 講談社文庫）
- 「心霊探偵八雲 Short Stories」（2019年11月 電子配信 /2022年2月 角川文庫）
- 「心霊探偵八雲 いつわりの樹 ILLUSTRATED EDITION」（2013年7月 角川書店/2022年11月角川文庫）

### ー「天命探偵」シリーズー

#### 第1シリーズ 天命探偵 真田省吾
- 「タイム・ラッシュ―天命探偵 真田省吾―」（2008年3月 新潮社 / 2010年8月 新潮文庫）
- 「スナイパーズ・アイ―天命探偵 真田省吾2―」（2009年4月 新潮社 / 2011年7月 新潮文庫）
- 「ファントム・ペイン―天命探偵 真田省吾3―」（2010年2月 新潮社 / 2012年7月 新潮文庫）
- 「フラッシュ・ポイント―天命探偵 真田省吾4―」（2011年6月 新潮社 / 2013年6月 新潮文庫）

#### 第2シリーズ 天命探偵 Next Gear
- 「クロノス 天命探偵 Next Gear」（2013年11月 新潮社 / 2015年10月 新潮文庫）
- 「アレス 天命探偵 Next Gear 」（2015年11月 新潮社 / 2017年11月 新潮文庫）
- 「アトラス 天命探偵 Next Gear」（2018年11月 新潮社 / 2021年2月 新潮文庫）

### ー「怪盗探偵山猫」シリーズー
- 「山猫」（2006年８月 文芸社）
- 【改題】「怪盗探偵山猫」（2010年2月 角川文庫 / 2016年1月 角川つばさ文庫）
- 「怪盗探偵山猫 虚像のウロボロス」（2013年3月 角川書店 / 2014年10月 角川文庫 / 2016年3月 角川つばさ文庫）
- 「怪盗探偵山猫 鼠たちの宴」（2013年3月 角川書店 / 2015年7月 角川文庫 / 2016年4月 角川つばさ文庫）
- 「怪盗探偵山猫 黒羊の挽歌」（2016年2月 角川文庫）
- 「怪盗探偵山猫 月下の三猿」（2016年9月 KADOKAWA/ 2018年10月 角川文庫 / 2019年6月 角川つばさ文庫 ）
- 「怪盗探偵山猫 深紅の虎」（2019年9月 KADOKAWA / 2021年6月 角川文庫/2023年2月 角川つばさ文庫）

### ー「浮雲心霊奇譚」シリーズー

#### 浮雲心霊奇譚第1シリーズ
- 「浮雲心霊奇譚 赤眼の理」（2014年11月 集英社 / 2017年4月 集英社文庫）
- 「浮雲心霊奇譚 妖刀の理」（2016年1月 集英社 / 2018年2月 集英社文庫）
- 「浮雲心霊奇譚 菩薩の理」（2017年2月 集英社 / 2019年2月 集英社文庫）
- 「浮雲心霊奇譚 白蛇の理」（2018年2月 集英社 / 2020年2月 集英社文庫）
- 「浮雲心霊奇譚 呪術師の宴」（2019年2月 集英社 / 2021年4月 集英社文庫）
- 「浮雲心霊奇譚 血縁の理」（2020年2月 集英社 / 2022年3月 集英社文庫）

#### 浮雲心霊奇譚第２シリーズ
- 「火車の残花 浮雲心霊奇譚」（2021年5月 集英社 / 2023年７月集英社文庫）
- 「月下の黒龍 浮雲心霊奇譚」（2023年2月 集英社/ 2025年1月 集英社文庫）

### ー「確率捜査官 御子柴岳人」シリーズー
- 「確率捜査官 御子柴岳人 密室のゲーム」（2011年8月 角川書店 / 2014年1月 角川文庫）
- 「確率捜査官 御子柴岳人 ゲームマスター」（2015年9月 KADOKAWA / 2017年6月 角川文庫）
- 「確率捜査官 御子柴岳人 ファイヤーゲーム」（2018年3月 KADOKAWA / 2019年11月 角川文庫）

### ー「悪魔と呼ばれた男」シリーズー
- 「悪魔と呼ばれた男」（2018年9月 講談社 / 2020年11月 講談社文庫）
- 「悪魔を殺した男」（2020年11月 講談社/ 2022年9月 講談社文庫）
- 「悪魔の審判」（2024年2月 講談社）

### ー「革命のリベリオン」シリーズー
- 「革命のリベリオン 第I部 いつわりの世界」（2014年8月 新潮文庫nex）
- 「革命のリベリオン 第II部 叛逆の狼煙」（2015年6月 新潮文庫nex）

### ー「殺生伝」シリーズー
- 「殺生伝 疾風の少年」（2013年6月 幻冬舎）
- 【改題】殺生伝〈一〉 漆黒の鼓動（2016年7月 幻冬舎文庫）
- 「殺生伝〈二〉 蒼天の闘い」（2016年7月 幻冬舎文庫）
- 「殺生伝〈三〉 封魔の鎚」（2017年12月 幻冬舎文庫）

### 単作品
- 「コンダクター」（2008年9月 角川書店 / 2010年6月 角川文庫）
- 「イノセントブルー 記憶の旅人」（2013年1月 集英社 / 2015年1月 集英社文庫）
- 「ガラスの城壁」（2019年6月 文藝春秋 / 2021年3月 文春文庫）
- 「ラザロの迷宮」（2023年9月 新潮社）
- 「マガツキ」(2024年3月 PHP研究所)

### アンソロジー
【】内が神永学の作品
- 「本を巡る物語 小説よ、永遠に」（2015年11月 角川文庫）【真夜中の図書館】
- 「超怖い物件」（2022年9月 講談社文庫）【妹の部屋】
- 「猫に蹂躙されたい人に贈る25のショートホラー」（2025年8月 宝島文庫）【猫の箱】

### ファンブック
- 「心霊探偵八雲 赤い事件ファイル」（2010年6月 宝島社 / 2011年9月 宝島社文庫）
- 「心霊探偵八雲 COMPLETE FILES」（2020年6月 KADOKAWA/2022年5月角川文庫）

### 雑誌掲載
- パーソナル・リスク（『B-Quest』vol.3、文芸社、2006年9月 / 『yomyom』、新潮社、2012年5月〜 全5回）
- 「浮雲心霊奇譚」（『小説すばる』集英社）
- 「心霊探偵八雲　INITIALFAILE」（『小説現代』講談社）

### WEB連載
- WEB文藏「オオヤツヒメ」（2023年7月　PHP研究所）
- 児童書｢青龍中学校 オカルト探偵部｣（「ミステリ図書室」TomoNote 主婦の友社 編集室）

## 舞台

### 脚本
- Attic Theater 「あの日、雨は降っていた」 （2007年10月30日 - 11月4日、劇場MOMO）
- 「心霊探偵八雲 いつわりの樹」　（2008年3月6日 - 3月13日、青山円形劇場）
- 「心霊探偵八雲 魂のささやき」　（2009年6月19日 - 6月28日、紀伊國屋サザンシアター）
- 「密室のゲーム 確率捜査官御子柴岳人」（2010年7月3日 - 11日、恵比寿・エコー劇場）
- 「心霊探偵八雲 魂をつなぐもの」（2010年12月11日 - 19日、紀伊國屋サザンシアター）
- 「心霊探偵八雲 いつわりの樹」（2013年8月21日 - 28日、青山円形劇場）
- 「心霊探偵八雲 祈りの柩」（2015年2月11日 - 22日、新国立劇場 小劇場 / 2015年2月27日 - 3月1日、ABCホール）
- 「心霊探偵八雲 裁きの塔」　（2017年5月31日 - 6月11日、品川プリンスホテル クラブeX/ 2017年6月16 - 18日、大阪ビジネスパーク円形ホール）
- 「怪盗探偵山猫 the Stage 船上の狂想曲」（ 2022年1月20日（木）〜30日（日）、大手町三井ホール）

### 主催舞台
- Attic Theater 「あの日、雨は降っていた」 （2007年10月30日 - 11月4日、劇場MOMO）
- 「心霊探偵八雲 いつわりの樹」（2008年3月6日 - 3月13日、青山円形劇場）
- 「心霊探偵八雲 魂のささやき」（2009年6月19日 - 6月28日、紀伊國屋サザンシアター）
- 「密室のゲーム 確率捜査官御子柴岳人」（2010年7月3日 - 11日、恵比寿・エコー劇場）
- 「心霊探偵八雲 魂をつなぐもの」（2010年12月11日 - 19日、紀伊國屋サザンシアター）
- 「心霊探偵八雲 いつわりの樹」（2013年8月21日 - 28日、青山円形劇場）
- 「心霊探偵八雲 祈りの柩」（2015年2月11日 - 22日、新国立劇場 小劇場 / 2015年2月27日 - 3月1日、ABCホール）
- 「心霊探偵八雲 裁きの塔」（2017年5月31日 - 6月11日、品川プリンスホテル クラブeX/ 2017年6月16 - 18日、大阪ビジネスパーク円形ホール）

### DVD
- 舞台版「密室のゲーム 確率捜査官御子柴岳人」DVD（2011年1月1日発行）
- 舞台版「心霊探偵八雲 いつわりの樹」DVD（2014年1月17日発行）
- 舞台版「心霊探偵八雲 祈りの柩」DVD（2015年9月11日発行）
- 舞台版「心霊探偵八雲 裁きの塔」DVD（2017年10月31日発行）
- 舞台版「心霊探偵八雲 いつわりの樹」DVDBOOK（2008年10月20日発行、文芸社）
- 舞台版「心霊探偵八雲 魂のささやき」DVDBOOK（2010年2月15日発行、文芸社）
- 舞台版「心霊探偵八雲 魂をつなぐもの」DVDBOOK（2011年7月16日発行、文芸社）

## 作品提供

### テレビドラマ
- 「心霊探偵八雲」（2006年4月 - 6月、テレビ東京（関東ローカル）、主演：與真司郎）
- 「怪盗 山猫」（2016年1月 - 3月、日本テレビ系、主演：亀梨和也　成宮寛貴　広瀬すず　塚地武雅）[2]

### テレビアニメ
- 「心霊探偵八雲」（2010年10月 - 12月、NHK BS2）

### 漫画
- 心霊探偵八雲 〜赤い瞳は知っている〜（作画：都戸利津、白泉社、全2巻）
- 心霊探偵八雲（作画：小田すずか、ASUKA COMICS DX、角川書店、全14巻）
- コンダクター（作画：野奇夜、ASUKA COMICS DX、角川書店、全4巻）
- 確率捜査官 御子柴岳人（作画：マジコ！、ASUKA COMICS DX、角川書店、全3巻）
- クロノス 次世代犯罪情報室（作画：優月祥、ガンガンコミックス、スクウェア・エニックス、全4巻）
- 「心霊探偵八雲 INITIAL FILE 思考のバイアス」（2025年6月　作画：小田すずか、カドコミ連載）

### 舞台
- 「怪盗探偵山猫 the Stage」 （2021年1月21日 - 1月31日、ヒューリックホール東京　演出／脚本 - 私オム　北村諒/赤澤燈/和田琢磨　他）
- 「怪盗探偵山猫 the Stage 船上の狂想曲」（ 2022年1月20日 - 30日、大手町三井ホール　演出／脚本 - 私オム　北村諒/鈴木勝吾/定本楓馬　他）

### 朗読劇
- 「確率捜査官 御子柴岳人」（2022年8月7日、ところざわサクラタウン ジャパンパビリオンホールA）
- アクション朗読劇「怪盗探偵山猫～黒羊の挽歌～」（2023年1月14日－15日、ニッショーホール　北村諒）

### 歌劇
- 『特殊ミステリー歌劇「心霊探偵八雲」-思考のバイアス-』（2023年3月2日－21日、Theater Mixa（シアターミクサ）　脚本･演出 三浦香　後藤大/笹森裕貴/永田聖一朗/立花裕大）
- 『特殊ミステリー歌劇「心霊探偵八雲」-呪いの解法-』（2024年2月21日－3月3日、品川プリンスホテル クラブeX   脚本･演出 三浦香　後藤大/笹森裕貴/永田聖一朗 他 ）

## その他
- 「本との新しい出会い、はじまる。BOOK MEETS NEXT」(BOOK MEETS NEXT実行委員会/出版文化産業振興財団)　オープニングイベント講演　アンバサダー就任[3]
- 第49回 野口賞受賞 （芸術･文化部門）